# Presidente de Mozambique
El presidente de la República de Mozambique (en portugués: Presidente da República de Moçambique) ejerce el cargo de jefe de Estado y de gobierno de su país, y comandante en jefe de las Fuerzas de Defensa y Seguridad. Según la constitución del país el presidente de la República encarna la unidad nacional, representa a la nación en el plano nacional e internacional y supervisa el correcto funcionamiento de los órganos del Estado. Como jefe de Estado es el garante de la Constitución.
El actual presidente de la República es Daniel Chapo quien accedió al cargo en 2025.

## Historia del cargo
En 1975 Mozambique se convierte en un país independiente con un sistema socialista unipartidista controlado por el FRELIMO, de orientación marxista. El primer presidente fue Samora Machel quien estuvo al frente del país durante la guerra civil mozambiqueña (1977-1992) y que falleció en un accidente aéreo en 1986. Tras su muerte fue sustituido por Joaquim Alberto Chissano, hasta entonces primer ministro, quien ocupó el cargo hasta 1990.
Con la caída del bloque comunista, Mozambique permitió el multipartidismo y se fijaron elecciones generales para 1994. En octubre de 1994 las elecciones generales sirvieron para escoger a los miembros de la Asamblea de la República y al Presidente del período 1995-2000. El resultado permitió la reelección de Chissano, al frente del FRELIMO, quien nuevamente renovó el cargo en 1999 para el periodo 2000-2005.
En las elecciones de 2004 y 2009 fue elegido Armando Guebuza también del FRELIMO. En las elecciones de 2014 el FRELIMO mantuvo su hegemonía y fue elegido Filipe Nyussi en 2015 y reelegido en 2019. Daniel Chapo fue elegido en 2025 por el mismo partido.

## Elección

### Elegibilidad
Según la constitución del país africano, en su artículo 147, todos los ciudadanos mozambiqueños podrán ser candidatos al cargo de Presidente de la República, siempre que cumplan todas las condiciones siguientes: que tengan nacionalidad de origen y no posean otra; que tengan por lo menos treinta y cinco años de edad; que estén en pleno goce de sus derechos civiles y políticos y que hayan sido propuestos por al menos diez mil electores.

### Elecciones
El presidente de la República será elegido por sufragio directo, universal, igual y periódico, en votación personal y secreta. El candidato que obtenga más de la mitad de los votos emitidos. Si ninguno de los candidatos obtiene la mayoría absoluta, se procederá a una segunda vuelta entre los dos candidatos más votados (artículo 148).
La elección de nuevo presidente de la República en caso de muerte, incapacidad permanente, renuncia o remoción, se realizará dentro de los noventa días siguientes, y el presidente interino de la República quedará inhabilitado para ser candidato. No se realizará elección para el cargo de presidente de la República si la vacante se produce durante los trescientos sesenta y cinco días anteriores a la terminación del mandato, en cuyo caso el presidente interino de la República permanecerá en su cargo hasta la siguiente elección general (artículo 155).

### Toma de posesión
El presidente de la República prestará juramento ante el presidente del Consejo Constitucional en una ceremonia pública ante los diputados de la Asamblea de la República y otros representantes de los cargos públicos soberanos (artículo 150). Al asumir el cargo, el presidente de la República prestará el siguiente juramento:
Juro por mi honor que respetaré y haré respetar la Constitución, que ejerceré fielmente la función de Presidente de la República de Mozambique, que dedicaré todos mis esfuerzos a la defensa, promoción y consolidación de la unidad nacional, de los derechos humanos, de la democracia y del bienestar del pueblo mozambiqueño, y que velaré por la justicia de todos los ciudadanos.

## Mandato

Estandarte presidencial

Según la Constitución mozambiqueña de 2004, el presidente de Mozambique podrá ser elegido para un periodo de 5 años, pudiendo renovar el mandato una vez más. Un presidente de la República que haya sido elegido en dos ocasiones consecutivas podrá ser candidato a nuevas elecciones presidenciales sólo cinco años después de la finalización de su último mandato (artículo 147).
En caso de incapacidad temporal o ausencia del presidente de la República del país, será sustituido por el presidente de la Asamblea de la República o, en su defecto, por su sustituto. Esta incapacidad o ausencia temporal será notificada inmediatamente a la Asamblea de la República, al Consejo Constitucional y al Gobierno (artículo 151).
Del mismo modo, el presidente de la Asamblea de la República asumirá también las funciones de jefe de Estado de manera interina en los siguientes casos (artículo 152): 
1. En caso de muerte o incapacidad permanente, certificada por una junta médica.
2. En caso de renuncia, notificada a la Asamblea de la República.
3. En caso de suspensión o destitución como resultado de un proceso o condena por la Corte Suprema.

En todas las circunstancias referidas anteriormente darán lugar a la celebración de elecciones presidenciales. Durante su mandato interino, el presidente circunstancial no podrá ejercer algunos de los poderes constitucionales de los artículo 159, 160, 161 y 162 referidos en las facultades constitucionales.
Si el presidente de la República renuncia al cargo, no podrá presentarse como candidato para un nuevo período durante los diez años siguientes. Mientras el presidente de la Asamblea de la República actúe como Presidente interino de la República, sus funciones de diputado quedarán automáticamente suspendidas. La incapacidad permanente del Presidente de la República será certificada por una junta médica, en las condiciones que determine la ley. Una vez confirmada deberá ser declarada y certificada por el Consejo Constitucional (artículo 156).

## Privilegios, inmunidad e incompatibilidades
El Presidente de la República no podrá, salvo que la Constitución disponga expresamente otra cosa, ejercer ninguna otra función pública, y en ningún caso podrá ejercer funciones privadas (artículo 149). 
En el caso de problemas con la justicia durante su ejercicio, el presidente podrá ser juzgado de la siguiente forma según el artículo 153:
- Por los delitos cometidos en el ejercicio de sus funciones, el presidente de la República será juzgado ante la Corte Suprema de Justicia.
- Por los delitos cometidos fuera del ejercicio de sus funciones, el presidente de la República será juzgado ante los tribunales ordinarios, al término de su mandato.

Corresponderá a la Asamblea de la República solicitar al Procurador General de la República la iniciación de la acción penal contra el presidente de la República, a propuesta de por lo menos una tercera parte y aprobada por mayoría de dos terceras partes de los diputados de la Asamblea de la República. El presidente de la República quedará suspendido en sus funciones a partir de la fecha en que se dicte auto de procesamiento definitivo o su equivalente, y su condena producirá su destitución. La Corte Suprema de Justicia, en sesión plenaria, dictará sentencia en el plazo máximo de sesenta días.
En caso de condena, el presidente de la República no podrá volver a ser candidato a ese cargo ni ejercer ningún cargo en una función pública soberana o en una autoridad local. En ningún caso podrá ser sometido a prisión preventiva el presidente de la República en ejercicio (artículo 154).
Está prohibida la ausencia simultánea del país del Jefe de Estado y de su sustituto constitucional (artículo 151).

## Facultades constitucionales
Mozambique se constituye en un estado presidencialista por lo que el presidente tiene amplias funciones ejecutivas.  
a) Como jefe de Estado (artículo 159): 
- Dirigirse a la nación mediante mensajes y comunicaciones.
- Informar cada año a la Asamblea de la República sobre el estado general de la Nación.
- Decidir, en los términos del artículo 136, la convocatoria a referendos sobre cuestiones de gran interés nacional.
- Convocar a elecciones generales.
- Disolver la Asamblea de la República si ésta rechaza el programa de Gobierno, previo debate (artículo 188).
- Destituir a los demás miembros del Gobierno cuando su programa haya sido rechazado por la Asamblea de la República por segunda vez.
- Nombrar al presidente de la Corte Suprema, al presidente del Consejo Constitucional, al presidente del Tribunal Administrativo y al vicepresidente de la Corte Suprema.
- Nombrar, exonerar y destituir al procurador general de la República y al procurador general adjunto de la República.
- Conceder indultos y conmutar penas.
- Conferir, en los términos de la ley, títulos honoríficos, condecoraciones y distinciones.

b) Como jefe del Gobierno (artículo 160):
- Convocar y presidir las sesiones del Consejo de Ministros.
- Nombrar, exonerar y destituir al primer ministro.
- Crear ministerios y comisiones ministeriales.
- Nombrar, exonerar y destituir a los ministros y viceministros; a los gobernadores provinciales (reforma constitucional de 2019 permite su votación por los ciudadanos); a los rectores y vicerrectores de las universidades estatales, por recomendación de los respectivos consejos de administración, de conformidad con la ley; al gobernador y vicegobernador del Banco de Mozambique; y, a los secretarios de Estado.

c) En materia de Defensa (artículo 161):
- Declarar el estado de guerra y su terminación, el estado de sitio o el estado de excepción.
- Firmar tratados.
- Decretar la movilización general o parcial.
- Presidir el Consejo Nacional de Defensa y Seguridad.
- Nombrar, exonerar y destituir al jefe y al jefe Adjunto del Estado Mayor, al Comandante General y al Comandante General Adjunto de la Policía, a los comandantes de Escuadrón de las Fuerzas Armadas de Mozambique y a los demás oficiales de las Fuerzas de Defensa y Seguridad en los términos establecidos por la ley.

d) En materia de Relaciones internacionales (artículo 162):
- Orientar la política exterior y celebrar tratados internacionales.
- Nombrar, exonerar y destituir a los embajadores y enviados diplomáticos de la República de Mozambique.
- Recibir las cartas credenciales de los embajadores y enviados diplomáticos de otros países.

e) Promulgación de leyes y derecho de veto (artículo 163):
Los proyectos de ley serán promulgados como ley dentro de los treinta días siguientes a su recepción o a la notificación de la decisión del Consejo Constitucional de que ninguna de las disposiciones del proyecto es inconstitucional. El presidente de la República puede, mediante resolución motivada, vetar un proyecto de ley y devolverlo a la Asamblea de la República para su nuevo examen. Si, en el nuevo examen, el proyecto de ley fuere aprobado por una mayoría de dos tercios de la Asamblea de la República, el presidente de la República deberá promulgarlo como ley y ordenar su publicación.

## Consejo de Estado
El Consejo de Estado es un órgano político de asesoramiento al presidente de la República (artículos del 164 al 167). Este órgano será presidido por el mismo presidente de la República y está compuesto por el presidente de la Asamblea de la República, el primer ministro, el presidente del Consejo Constitucional, el Defensor del Pueblo y expresidentes de la República y de la Asamblea entre otros.
Siempre que el presidente lo solicite, el Consejo de Estado deberá pronunciarse obligatoriamente sobre: la disolución de la Asamblea de la República; la declaración del estado de guerra, del estado de sitio o del estado de excepción; la celebración de referendos, en los términos del artículo 159, la convocatoria a elecciones generales. Los dictámenes del Consejo de Estado se emitirán en sesión convocada al efecto y presidida por el presidente de la República, y podrán hacerse públicos cuando se realice el acto a que se refieren.

## Lista de presidentes (desde 1975)
| #                                           | Nombre | Nombre | Nombre                                                | Inicio                 | Final                  | Partido                              | Elecciones |
| ------------------------------------------- | ------ | ------ | ----------------------------------------------------- | ---------------------- | ---------------------- | ------------------------------------ | ---------- |
| República Popular de Mozambique (1975-1990) |        |        |                                                       |                        |                        |                                      |            |
| 1.º                                         |        |        | Samora Machel (1933-1986) Presidente de la República  | 25 de junio de 1975    | 19 de octubre de 1986  | FRELIMO                              | [ 3 ]      |
| -                                           |        |        | Buró Político del Comité Central del FRELIMO          | 19 de octubre de 1986  | 6 de noviembre de 1986 | Presidencia interina de la República | [ 3 ]      |
| 2.º                                         |        |        | Joaquim Chissano (n. 1939) Presidente de la República | 6 de noviembre de 1986 | 1 de diciembre de 1990 | FRELIMO                              | [ 3 ]      |
| República de Mozambique (desde 1990)        |        |        |                                                       |                        |                        |                                      |            |
| 2.º                                         |        |        | Joaquim Chissano (n. 1939) Presidente de la República | 1 de diciembre de 1990 | 2 de febrero de 2005   | FRELIMO                              | -          |
| 2.º                                         | 1994   |        | Joaquim Chissano (n. 1939) Presidente de la República | 1 de diciembre de 1990 | 2 de febrero de 2005   | FRELIMO                              |            |
| 2.º                                         | 1999   |        | Joaquim Chissano (n. 1939) Presidente de la República | 1 de diciembre de 1990 | 2 de febrero de 2005   | FRELIMO                              |            |
| 3.º                                         |        |        | Armando Guebuza (n. 1943) Presidente de la República  | 2 de febrero de 2005   | 15 de enero de 2015    | FRELIMO                              | 2004       |
| 3.º                                         | 2009   |        | Armando Guebuza (n. 1943) Presidente de la República  | 2 de febrero de 2005   | 15 de enero de 2015    | FRELIMO                              |            |
| 4.º                                         |        |        | Filipe Nyusi (n. 1959) Presidente de la República     | 15 de enero de 2015    | 15 de enero de 2025    | FRELIMO                              | 2014       |
| 4.º                                         | 2019   |        | Filipe Nyusi (n. 1959) Presidente de la República     | 15 de enero de 2015    | 15 de enero de 2025    | FRELIMO                              |            |
| 5.º                                         |        |        | Daniel Chapo (n. 1977) Presidente de la República     | 15 de enero de 2025    | en el cargo            | FRELIMO                              | 2024       |